# Unterseeboot 865
L'Unterseeboot 865, ou U-865, est un sous-marin allemand utilisé par la Kriegsmarine pendant la Seconde Guerre mondiale. 
Il coule en septembre 1944, au large de la Norvège.

## Historique
Après sa formation à Stettin en Allemagne au sein de la 4. Unterseebootsflottille jusqu'au 30 juin 1944, l'U-865 est affecté dans une formation de combat à la base sous-marine de Lorient, dans la 10. Unterseebootsflottille. 
Le 27 juillet 1944, l'U-865 est attaqué par un Liberator britannique du 86e Squadron de la RAF avec six grenades anti-sous-marine.
Le 8 septembre 1944, l'U-865 quitte Trondheim, en Norvège, pour une mission au large des eaux canadiennes. Après son départ, le sous-marin ne donne plus de signe de vie ; il est porté disparu le 1er octobre 1944.

### Disparition
Il aurait coulé le 19 septembre 1944 au Nord-Est de Bergen, à la position géographique 62° 20′ N, 2° 30′ O par des grenades anti-sous-marines lâchées par un Consolidated B-24 Liberator, un bombardier lourd de l'armée britannique, de l'escadron Sqdn. 206/S. 
Il est également possible que l'U-865 ait sombré par accident. Les trois tentatives précédentes pour atteindre les eaux canadiennes étaient infructueuses à cause de panne récurrente de Schnorchel. 
Le sous-marin disparaît et ses cinquante-neuf sous-mariniers meurent dans ce naufrage inexpliqué.

## Affectations successives
- 4. Unterseebootsflottille du 25 octobre 1943 au 30 juin 1944
- 10. Unterseebootsflottille du 1er juillet 1944 au 19 septembre 1944

## Commandement
- Oberleutnant zur See Dietrich Stellmacher du 25 octobre 1943 au 19 septembre 1944. L'enseigne de vaisseau Dietrich Stellmacher (Metz, 7 mars 1915 - Mer du Nord, 9 septembre 1944) fut promu Oberleutnant zur See en septembre 1943. Moins chanceux que son compatriote Peter-Erich Cremer, il fut porté disparu dès sa première mission opérationnelle, en septembre 1944[2].

## Navires coulés
L'U-865 n'a ni coulé, ni endommagé  de navire ennemie au cours de l'unique patrouille qu'il effectua.

## Sources
- U-865 sur Uboat.net